# Лукаут (мыс, Северная Каролина)
Мыс Лукаут (или Мыс Наблюдения) — самая южная точка барьерных островов, Южных Корских отмелей, южной оконечности Внешних отмелей Атлантического побережья Северной Каролины (США). Мыс Лукаут разделяет залив Онслоу на юго-западе от залива Роли на востоке. Местность по обе стороны от отмелей относится к Национальному парку «Мыс Лукаут».
Мыс Лукаут принадлежит к округу Картерит и расположен в 11 милях от города Боферт. На мысе расположен маяк мыса Лукаут.